# هيروشي ايزومي
هيروشي ايزومي (باليابانية: 泉浩؛ بالكانا: いずみ ひろし) هو فنان قتال مختلط ياباني، ولد في 22 يونيو 1982 في مقاطعة شيموكيتا، آوموري في اليابان.

## وصلات خارجية
- هيروشي ايزومي على موقع الفيدرالية الدولية للجودو (الإنجليزية)
- هيروشي ايزومي على موقع JudoInside.com (الإنجليزية)
- هيروشي ايزومي على موقع AllJudo.net (الفرنسية)
- هيروشي ايزومي على موقع شيردوغ (الإنجليزية)
- هيروشي ايزومي على موقع أوليمبيديا (الإنجليزية)
- هيروشي ايزومي على موقع IMDb (الإنجليزية)